# Arjun Narasingha KC
Arjun Narasingha KC (nepalesisk: अर्जुन नरसिंह केसी, født 27. september 1947) er en nepalesisk politiker, seniorleder i Nepali Congress og tidligere professor i statskundskab. Han har haft centrale ministerposter i sundhed, uddannelse og byudvikling og har spillet en vigtig rolle i Nepals demokratiske bevægelser og udviklingsreformer.

## Tidlige år og uddannelse
KC blev født i landsbyen Rautbesi i Nuwakot-distriktet som søn af Bhagawan Singh KC og Yashoda Devi KC.  Han studerede statskundskab ved Tribhuvan Universitet, hvor han senere blev institutleder. I 1982 fik han et forskningsstipendium på Fletcher School of Law and Diplomacy, Tufts Universitet i USA med speciale i internationale relationer og udenrigspolitik. Han har desuden en høj sproglig kunnen i sanskrit.

## Politisk karriere

### Aktivisme under Panchayat-systemet
I 1970’erne og 1980’erne deltog KC i demokratiske bevægelser mod det partiløse Panchayat-system og blev arresteret flere gange. Han blev valgt til parlamentet i 1991 og igen i 1994.

### Minister for Sundhed og Befolkning (1995–1997)
Som sundhedsminister gennemførte KC i 1996 en vigtig reform for at flytte læger fra byer til landområder, især til bjerg- og Terai-regionerne. Reformen tilbød økonomiske incitamenter, hurtigere forfremmelser og boligfordele til landlæger og begrænsede den såkaldte “kaj”-praksis, hvor læger uofficielt vendte tilbage til byerne.
Denne reform modtog støtte fra flere internationale donorer, herunder Danmark, som gennem Danida’s sundhedsprogram bidrog med teknisk bistand til forbedring af primær sundhedspleje og kapacitetsopbygning i distrikter.

### Minister for Uddannelse, Bolig og Fysisk Planlægning (1998–1999)
KC arbejdede på at få international anerkendelse af nepalesiske grader gennem bilaterale aftaler og støttede kulturarvsprojekter som restaureringen af Garden of Dreams i Kathmandu.
Danmark støttede i samme periode uddannelsessektoren i Nepal gennem programmet “Education for All”, hvilket skabte et fundament for mange af de reformer, KC indførte i forhold til læreruddannelse og decentraliseret planlægning.

### Minister for Byudvikling (2016–2017)
Som byudviklingsminister lancerede KC “People’s Housing Programme” for at bygge 25.000 boliger til udsatte grupper uden for Kathmandu-dalen og igangsatte Outer Ring Road-projektet på 71,93 km, der havde været forsinket i over 13 år.

## Rolle i Folkebevægelsen 2006
Under undtagelsestilstanden i 2005 blev KC arresteret i Nepali Congress’ hovedkvarter i Saneepa og senere i Banke-distriktet. Han var koordinator for Seven Party Alliance i Kathmandu-dalen.

## Føderale republikanske æra
Efter afskaffelsen af monarkiet i 2008 spillede KC en aktiv rolle i forfatningsprocessen. Han arbejdede for gennemsigtighed, føderalisme og inklusion i politiske beslutninger. I 2022 vendte han tilbage til parlamentet som repræsentant for Nuwakot-2 med 28.107 stemmer.

## Arbejde i parlamentariske udvalg
I 2024 som formand for Offentlige Regnskabsudvalg igangsatte KC undersøgelser af økonomiske uregelmæssigheder i byggeriet af Pokhara og Gautam Buddha lufthavne. I 2025 henviste han en korruptionssag på milliarder af nepalesiske rupees til Kommissionen for Undersøgelse af Magtmisbrug.

## Dansk-nepalesiske relationer
Danmark har siden 1990’erne været en vigtig udviklingspartner for Nepal, især inden for sundhed, uddannelse, god regeringsførelse og menneskerettigheder. KC’s reformer i sundhedssektoren og hans fokus på decentralisering af uddannelsessystemet harmonerede med danske bistandsprogrammer, hvilket førte til øget samarbejde mellem ministerierne i Nepal og danske udviklingsrådgivere.

## Privatliv
KC er gift med Pratima KC og har fem børn. Hans datter Anjana KC Thapa er gift med politikeren Gagan Thapa.